# Преображенський (Владимирська область)
Преображенський (рос. Преображенский) — хутір у Судогодському районі Владимирської області Російської Федерації.
Входить до складу муніципального утворення Андрієвське сільське поселення. Населення становить 0 осіб (2010).

## Історія
Населений пункт розташований на землях фіно-угорського народу мещери.
Від 10 травня 1929 року належить до Судогодського району, утвореного спочатку у складі Владимирського округу Івановської промислової області з частин Владимирського та Гусєвського повітів Владимирської губернії. Від 1944 року в складі Владимирської області.
Згідно із законом від 13 травня 2005 року входить до складу муніципального утворення Андреєвське сільське поселення.

## Населення
| 1905 | 1926 | 2002 | 2010 |
| ---- | ---- | ---- | ---- |
| 205  | ↘98  | ↘0   | →0   |